# Colydodes gibbiceps
Colydodes gibbiceps is een keversoort uit de familie somberkevers (Zopheridae). De wetenschappelijke naam van de soort werd in 1855 gepubliceerd door Victor Ivanovitsch Motschulsky.